# Jelovice (Słowenia)
Jelovice – wieś w Słowenii, w gminie Majšperk. W 2018 roku liczyła 80 mieszkańców.